# Dougie Baldwin
Dougie Baldwin (Melbourne, Victoria, Australia, 13 de noviembre de 1996), es un actor australiano. Estudio en la Academia de Drama Helen O'Grady. Fanático de Stephen Colbert, Dougie ha actuado en muchas producciones de teatro comunitario, incluida una versión de Equus en 2008 que fue nominada para un premio de teatro a la mejor actuación transhumana progresiva.

## Filmografía

### Televisión
| Año           | Título             | Personaje        | Canal   | Notas        |              |
| ------------- | ------------------ | ---------------- | ------- | ------------ | ------------ |
| 2013-presente | Nowhere Boys       | Felix Ferne      | ABC3    | 26 episodios |              |
| 2013–2016     | Upper Middle Bogan | Shawn Van Winkle | ABC     | 26 episodios | 24 episodios |
| 2017- 2018    | Disjointed         | Pete             | Netflix | 20 episodios | 24 episodios |

### Películas
| Año  | Título                                | Personaje   | Notas           |
| ---- | ------------------------------------- | ----------- | --------------- |
| 2013 | The Turning                           | Vic Lang    |                 |
| 2016 | Nowhere Boys: El libro de las sombras | Felix Ferne | Papel principal |